# Астения
Астени́я (от др.-греч. ἀσθένεια — бессилие), астени́ческое состоя́ние, астени́ческий синдро́м, астени́ческая реа́кция, не́рвно-психи́ческая сла́бость, синдром хронической усталости (англ. Chronic Fatigue Syndrome) — болезненное состояние, проявляющееся повышенной утомляемостью с крайней неустойчивостью настроения, ослаблением самообладания, нетерпеливостью, неусидчивостью, нарушением сна, утратой способности к длительному умственному и физическому напряжению, непереносимостью громких звуков, яркого света, резких запахов. У больных также наблюдаются раздражительная слабость, выражающаяся повышенной возбудимостью и быстро наступающей вслед за ней истощаемостью, аффективная лабильность с преимущественно пониженным настроением с чертами капризности и неудовольствия, а также слезливостью, возможны расстройства памяти.
В русскоязычной литературе наиболее часто используется термин «астенический синдром», в англоязычной литературе — «синдром хронической усталости».
В обществе для обозначения астении есть ненаучное название «синдром загнанной лошади».

## Старческая астения
Ста́рческая астени́я, синдро́м ста́рческой астени́и — состояние организма пожилого человека, связанное со старением, которое проявляется общей слабостью, снижением активности, снижением мышечной силы, трудностями при передвижении, непреднамеренной потерей веса. Люди с синдромом старческой астении постепенно становятся зависимыми от посторонней помощи, у них повышается риск падений и травматизации, на поздних стадиях астении они уже не могут себя обслуживать.

## Этиология
Причинами астении могут быть патологические процессы, стресс, физические или психические нагрузки.
Психогенная астения возникает из-за перенапряжения психики, вызванного неадекватным распределением человеком своих сил или внутриличностного конфликта.
Соматогенная астения связана с заболеваниями.
Астения возникает у пациентов, перенесших коронавирусную инфекцию, и в течение 2-х месяцев сохраняется у 60 % таких пациентов.
Астения проявляется при авитаминозе B12.
Астения может возникать в острый период черепно-мозговой травмы.

### Этиология старческой астении
Старческая астения развивается обычно после 60-65 лет, около 10 % людей этого возрастного периода имеют этот синдром. У женщин он встречается чаще, чем у мужчин.
Предикторами развития старческой астении являются низкий уровень физической активности, социальная изоляция и некоторые хронические заболевания, например, сахарный диабет.

## Симптоматика
Симптоматика астенических расстройств неспецифична, симптомы астении похожи на симптомы многих соматических и психических патологий.
Астенический синдром характеризуется депрессивным состоянием, усталостью, нарушениями сна, которые не исчезают после отдыха или наблюдаются перед началом работы:
- перепады настроения, раздражительность и плаксивость;
- низкая работоспособность;
- усталость, наблюдающаяся перед работой и после отдыха;
- ухудшение внимания и концентрации;
- сосудистые нарушения (тахикардия, колебания артериального давления, неприятные ощущения и боли в области сердца);
- головные боли, возникающие к концу рабочего дня, ночью или утром;
- желудочно-кишечные расстройства;
- мышечное напряжение, сопровождающееся болями в шее, спине и пояснице;
- повышенная чувствительность к визуальным, вербальным и тактильным раздражителям.

## Профилактика
Профилактика старческой астении такая же, как и у других гериатрических синдромов: физическая активность, социальная активность и интеллектуальная активность, рациональное питание, отказ от вредных привычек, своевременное прохождение диспансеризации и соблюдение рекомендаций врача по лечению выявленных заболеваний.

## Лечение
В случае соматогенной астении нет специфического лечения астении — врач лечит основное заболевание, параллельно купируя проявления астенического синдрома (синдрома хронической усталости).
Лечение направлено на устранение основной причины астении. Необходимо также общеукрепляющее лечение — применение глюкозы, витаминов, правильная организация работы и отдыха, прогулки, регулярное и полноценное питание, восстановление сна, занятия специальными физическими упражнениями, но не все больные хорошо воспринимают физические нагрузки. Применяют также ноотропы (с осторожностью, астения входит в список побочных действий некоторых ноотропов, например пирацетама), небольшие дозы антидепрессантов, анаболические стероиды, седативные средства и некоторые другие препараты[уточнить].
Употребление пищевых добавок с витамином D3 и омега-3 ненасыщенными жирными кислотами не влияет на развитие старческой астении у здоровых пожилых людей, живущих вне домов престарелых и не имеющих дефицита витамина D.

## История
Название «синдром хронической усталости» появилось после эпидемии 1984 года вируса Эпштейна — Барр в штате Невада в США. Доктор Поль Чейни, практиковавший в небольшом городке Инклайн-Виллидж на берегу озера Тахо, зарегистрировал более 200 случаев. Больные ощущали депрессию, ухудшение настроения, мышечную слабость. У них обнаруживали вирус Эпштейна — Барр либо антитела к нему и к другим вирусам, близким к вирусу герпеса. Была ли причиной заболевания вирусная инфекция или что-то другое, например, плохая экологическая обстановка, так и осталось невыясненным. Подобные симптомы массово наблюдались и раньше: в Лос-Анджелесе в 1934 году, в Исландии в 1948 году, в Лондоне в 1955 году, во Флориде в 1956 году. Синдром не ограничивается какими-либо географическими или социально-демографическими группами.

## Распространённость
В 1988 году в США частота синдрома хронической усталости была 10 случаев на 100 тысяч населения.
На январь 2016 года у более чем двух процентов подростков Великобритании был синдром хронической усталости с характерными симптомами: бессонница, усталость, головные боли и частые спазмы.